# 阿列克谢·切尔内绍夫
阿列克谢·米哈伊洛维奇·切尔内绍夫（羅馬化：Oleksii Mykhailovych Chernyshov；1977年9月4日—），乌克兰企业家和政治人物，现任乌克兰石油天然气公司董事长。切尔内绍夫出生于苏联乌克兰苏维埃社会主义共和国哈爾科夫，曾任乌克兰社区和领土发展部部长。